# Бунтешть (комуна)
Бунтешть, Бунтешті (рум. Buntești) — комуна у повіті Біхор в Румунії. До складу комуни входять такі села (дані про населення за 2002 рік):
- Бредет (721 особа)
- Бунтешть (573 особи) — адміністративний центр комуни
- Думбревань (333 особи)
- Лелешть (492 особи)
- Поєній-де-Жос (630 осіб)
- Поєній-де-Сус (701 особа)
- Сеуд (462 особи)
- Стинчешть (295 осіб)
- Феріче (550 осіб)

Комуна розташована на відстані 371 км на північний захід від Бухареста, 65 км на південний схід від Ораді, 88 км на захід від Клуж-Напоки, 134 км на північний схід від Тімішоари.

## Населення
За даними перепису населення 2002 року у комуні проживали 4757 осіб.
Національний склад населення комуни:
| Національність | Кількість осіб | Відсоток |
| -------------- | -------------- | -------- |
| румуни         | 4755           | > 99,9%  |
| угорці         | 2              | < 0,1%   |

Рідною мовою назвали:
| Мова      | Кількість осіб | Відсоток |
| --------- | -------------- | -------- |
| румунська | 4754           | 99,9%    |
| угорська  | 3              | 0,1%     |

Склад населення комуни за віросповіданням:
| Релігія        | Кількість осіб | Відсоток |
| -------------- | -------------- | -------- |
| православні    | 4141           | 87,1%    |
| п'ятдесятники  | 587            | 12,3%    |
| баптисти       | 22             | 0,5%     |
| греко-католики | 3              | 0,1%     |
| реформати      | 2              | < 0,1%   |